# 아이지넷
아이지넷(Aiji Net Inc.)은 대한민국의 인슈어테크 기업이다. 본사는 서울특별시 송파구 법원로8길 9, 5층, 6층 (문정동,청림타워)에 위치해 있으며 대표이사는 대표 김창균, 김지태이다. 보험 서비스 어플리케이션, 기업용 보험 솔루션을 제공한다.

## 투자
인터베스트, 에스비아이인베스트먼트, 하우인베스트먼트, 하나금융투자, 우리은행 등이 투자하였다.

## 상장
2025년 주관사를 한국투자증권으로 공모가 7,000원에 상장할 예정이다.

## 같이 보기
- 쿠콘
- 핑거

## 참고 문헌
1. ↑  이학준, ‘보닥’ 인슈어테크 1호 상장 도전… 김지태 대표 “보험으로 동남아 사로잡겠다”, 조선비즈, 2024년 3월 15일
2. ↑  Hi-Venture business 아이지넷 인슈어테크 국내 개척자, 상장 추진, 비지니스리포트, 2024년 11월
3. ↑  황치규, AI 기반 인슈어테크 아이지넷, 102억원 규모 시리즈C 투자 유치, 디지털투데이, 2022년 5월 11일
4. ↑  오대석, ‘보닥’ 운영 아이지넷, 인슈어테크 첫 코스닥 상장 도전, 매일경제, 2024-05-20